# 西岩镇
西岩镇，是中华人民共和国湖南省邵陽市城步苗族自治县下辖的一个乡镇级行政单位。

## 行政区划
西岩镇下辖以下地区：
第一社区、第二社区、石头村、江南村、金沙村、温塘村、三合村、联合村、周安村、伍家村、落水村、石虎村、雅儒村、大理村、沙桥村、新禾村、大坪村、太塘村、五桂村、庄上村、水东村、坳头村、桐源村、坪上村、巴石村、四团村、田心村、杨家山村、南岭村、新塘村、花桥村、瑶塘村、石山村、杨田村、陈家村、桔子村、松柏村、下乌村、永兴村、小石村、双洪村、玉河村、玉丰村、农科所和青界山林场。

## 词源学
“西岩镇”因赧水西岸狮子岩下建“西岩寺”而得名。

## 历史
1995年、五个乡：金紫乡、资源乡、三水乡、永丰乡、花桥乡合并入西岩镇。

## 地理
西岩镇坐落在城步苗族自治县北部，北接武冈市，东临威溪乡，西是金紫乡，南是茅坪镇。
威溪流经西岩镇。

## 人口
2015年12月，西岩镇的人口是54,200人，苗族人口是34,000人，占64.19%，另外还有其他12个民族。

## 经济
西岩镇的矿产资源有：锌、镉、锰、磷和钼。

## 交通
- S86武冈靖州高速公路[5]
- 省道219[5]

## 出身名人
- 杨再兴，南宋将领。
- 龚继昌，清朝将领。
- 段梦晖（1907年–1981年）。知名记者。